# Amándote a la italiana
Amándote a la Italiana (também conhecido como Luis Miguel: Canta in Italiano) é um álbum em italiano do cantor mexicano Luis Miguel, lançado em 1986. O álbum consiste em versões italianas de sucessos anteriores do cantor.
Em 1992, foi relançado como Collezone Privata (Coleção Privada). Na Argentina, no Chile e na Itália, o álbum é também conhecido como Noi, Ragazzi di Oggi (Os Meninos de Hoje).

## Faixas
1. "Parola D'Onore"
2. "Il Bikini Blu"
3. "Chiamami"
4. "Tu di Cuore non ne Hai"
5. "Il Re di Cuori"
6. "Isabel"
7. "Noi, Ragazzi di Oggi"
8. "Lili"
9. "Io Muoio per Te"
10. "Un Rock and Roll Suono"